# مسابقات دهگانه خورشیدی

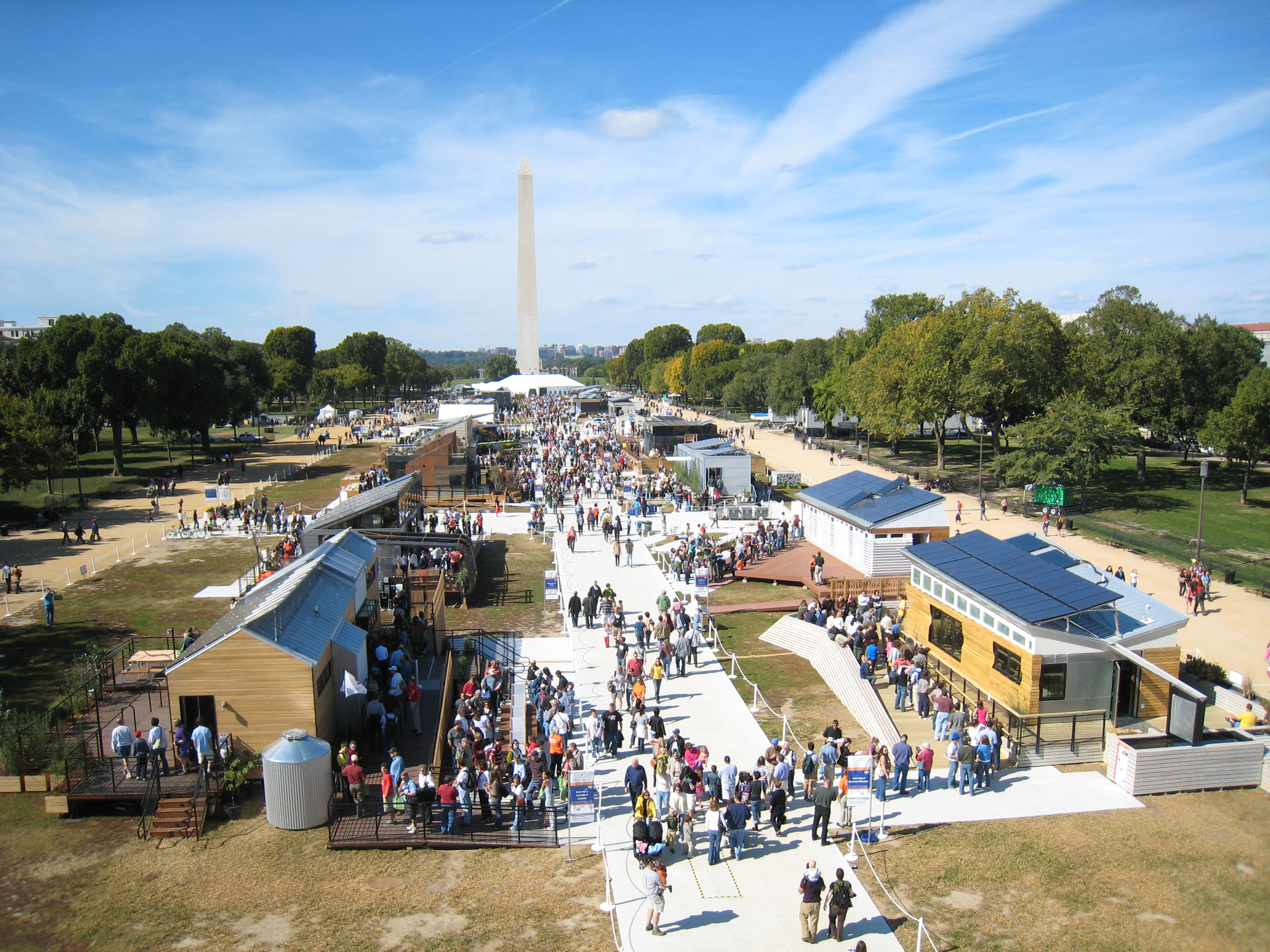
مسابقات خورشیدی در سال۲۰۱۱ نمایش خانه‌های ساخته-دانشجویان که منحصراً انرژی خود را از خورشید تأمین می‌کند. برگزارکننده: ریچارد کینگ/سازمان انرژی خورشیدی ایالات متحده.

مسابقات دهگانه خورشیدی نام یک مسابقه بین‌المللی است که در آن ۲۰ تیم دانشگاهی برای طراحی، ساخت، و اجرای جذاب‌ترین، مؤثرترین، و مقرون به صرفه‌ترین خانه دارای نیروی خورشیدی را به چالش می‌کشد. برنده این مسابقه تیمی است که قدرت خرید، جاذبه مصرف‌کننده، و برتری در طراحی را با تولید بهینه انرژی در هم‌آمیزد.
اولین مسابقه دهگانه خورشیدی در سال ۲۰۰۲ برگزار شد. این مسابقه از آن هنگام تاکنون هر دو سال یکبار در سال‌های ۲۰۰۵، ۲۰۰۷، ۲۰۰۹، ۲۰۱۱و ۲۰۱۳ برگزار شده‌است. این مسابقه برای عموم آزاد است؛ در کالیفورنیا در سال ۲۰۱۵ برگزار می‌شود. و شرکت در آن رایگان می‌باشد، پس این مسابقه برای بازدیدکنندگان این امکان را فراهم می‌کند تا در خانه‌های فوق کارآمد گردش کنند، و ایده‌ها را برای استفاده در خانه‌های خود جمع‌آوری نموده، و بیاموزند که چگونه ویژگی‌های صرفه جویی در انرژی می‌تواند به کاهش قبض‌های نیرو کمک کند.
این مسابقه توسط سازمان انرژی ایالات متحده پیشنهاد شد و آزمایشگاه انرژی تجدیدپذیر ملی (NREL) آن را سازماندهی کرد. همچنین یک مسابقه دهگانه خورشیدی در اروپا برگزار می‌شود؛ که طی توافق نامه‌ای بین اسپانیا و ایالات متحده در سال ۲۰۰۷برقرار شد. مسابقه دهگانه خورشیدی چین با امضای تفاهم نامه‌ای بین سازمان انرژی ایالات متحده، سازمان انرژی ملی چین، دانشگاه پکن، و شرکت مصالح کاربردی در ۲۰ژانویه ۲۰۱۱ بنا نهاده شد. اولین مسابقه دهگانه خورشیدی چین در سال ۲۰۱۳برگزار خواهد شد. اولین مسابقه خورشیدی در چین در سال۲۰۱۳ بود.

## تاریخچه
مسابقه افتتاحیه برای عموم از ۱۹ سپتامبر تا ۶ اکتبر ۲۰۰۲ بازگشایی شد. چهارده تیم از سرتاسر ایالات متحده، از جمله پورتوریکو، در نخستین مسابقه دهگانه خورشیدی در تفریحگاه ملی در واشینگتن با یکدیگر رقابت کردند. در پایان این رویداد، دانشگاه کلورادو جایگاه اول را در میان تمام تیم‌ها کسب کرد.
دومین مسابقه دهگانه خورشیدی در تفرجگاه ملی از ۶–۱۶ اکتبر ۲۰۰۵ برگزار گردید. هجده تیم از ایالات متحده، کانادا، و اسپانیا خانه‌های دارای نیروی خورشیدی را برای مسابقه طراحی نموده و ساختند. دانشگاه کلورادو از عنوان قهرمانی خود با موفقیت دفاع کرد. .
سومین مسابقه دهگانه خورشیدی در تفرجگاه ملی از ۱۲–۲۰ اکتبر ۲۰۰۷ برگزار شد. بیست تیم از ایالات متحده، کانادا، اسپانیا و آلمان در سومین دهگانه خورشیدی با یکدیگر به رقابت پرداختند. دانشگاه فنی دارمشتات (تیم آلمان) به صدر جدول این مبارزه رقابتی صعود کرده و به مقام قهرمانی رسید.
چهارمین دهگانه خورشیدی در تفرجگاه ملی از ۸–۱۸ اکتبر ۲۰۰۹، بیست تیم از کالج‌ها و دانشگاه‌های ایالات متحده، کانادا، آلمان و اسپانیا در سال ۲۰۰۹ با یکدیگر به رقابت پرداختند. تیم آلمان یکبار دیگر برنده این مسابقات شد.
پنجمین دهگانه خورشیدی از ۲–۲۳ اکتبر ۲۰۱۱، با نوزده تیم از ایالات متحده، چین، نیوزیلند، بلژیک، و کانادا به وقوع پیوست. این رویداد در پارک پوتومارک غربی در واشینگتن، در کنار رودخانه پوتومارک، در کنار یادبودهای فرانکلین دلانو روزولت و تایدلبیسین، در امتداد جاده بین یادبودهای جفرسن و لینکولن برگزار شد. دانشگاه مریلند برنده نهایی این رقابت بود.
s. ششمین دهگانه خورشیدی از ۳–۱۳ اکتبر ۲۰۱۳، اولین مسابقات خورشیدی بود که در خارج از ایالات متحده صورت می‌گرفت در در پارک بزرگ شهر آرنج در آروین در کالیفرنیا، دانشگاه صنعتی وین (تیم استرالیا).
هفتمین مسابقات خورشیدی در کلمبیا برگزار شد٬و تمرکز آن بر روی خانه‌های خورشیدی بود.
موزه ملی ساختمان برای تأکید بر «انرژی تجدیدپذیر، مقرون به صرفه گی، و سیستم‌های صلاحیت دار زیست‌محیطی» و نقش آن در حصول نسل جدیدی از مهندسین ساخت محیط زیست، دریافت نمود.

### جوایز
در سال ۲۰۱۲ دهگانه خورشیدی جایزه افتخار را از موزه ملی ساختمان برای تأکید بر "انرژی تجدیدپذیر، مقرون به صرفگی، و سیستم‌های صلاحیت دار زیست محیطی" و نقش آن در حصول " نسل جدیدی از مهندسین ساخت محیط زیست، ". ، دریافت نمود.".

## مشروح مسابقات
سازمان دهندگان دهگانه خورشیدی ده مسابقه زیر را برای رقابت در سال ۲۰۱۱ برگزیدند. هر مسابقه حداکثر ۱۰۰ امتیاز، و در مجموع ۱۰۰۰امتیاز دارد. تیم‌ها امتیازات را از طریق تکمیل کار، نظارت بر عملکرد، و ارزیابی هیئت داوری بدست می‌آورند.

### مسابقه ۱: معماری
تیم‌ها باید طراحی و ساخت خانه‌های با عملکرد بالا، جذابیتی که فناوری خورشیدی و مقرون به صرفگی را به صورت یکپارچه در یک طرح ادغام می‌کنند، انجام دهند. هیئت داورانی متشکل از معماران حرفه‌ای اسناد ساختمان‌سازی و خانه‌های ساخته شده نهایی تیم را ارزیابی می‌کنند. آن‌ها سه عامل مهم را مورد ارزیابی قرار می‌دهند: اجزای معماری، طرح کلی، و الهام بخشی.

### مسابقه ۲: جذابیت بازاری
برای مسابقه جذابیت بازاری، تیم‌ها خانه‌های خود را برای بازار بخصوصی که انتخاب می‌کنند، می‌سازند. سپس، از تیم‌ها خواسته می‌شود تا پتانسیل خانه‌های خود برای حفظ هزینه‌های قابل تقبل در آن بازار را نشان دهند. هیئت داوری از مهندسین صنعت خانه‌سازی به ارزیابی چگونگی تناسب هر خانه برای زندگی روزمره می‌پردازد؛ و تعیین می‌کند که آیا اسناد ساختمان‌سازی پیمانکار را برای ساخت خانه‌های مورد نظر قادر می‌سازد، و نیز ارزیابی می‌کنند که آیا آن خانه در بازار هدف برای یک خریدار بالقوه از ارزش مناسبی برخوردار است یا خیر.

### مسابقه ۳: مهندسی
خانه‌های دهگانه خورشیدی از شگفتی‌های مهندسی مدرن هستند، و این مسابقه «ساخت زیربنایی آن را کنترل می‌کند». هیأتی از مهندسین حرفه‌ای هر خانه را برای عملکرد، کارایی، نوآوری، و اطمینان آن ارزیابی می‌کنند.

### مسابقه ۴: وسائل ارتباطی
تیم‌های دهگانه خورشیدی برای ایجاد ارتباط در ابعاد فنی خانه‌های خود، و نیز تجربیاتشان، برای گروه وسیعی از مخاطبان از طریق وب سایت‌ها و نمایش خانه‌های خود در تفرجگاه ملی یکدیگر را به چالش می‌کشند. مسابقه وسائل ارتباطی به تیم‌ها بر اساس موفقیت آن‌ها در ارسال پیام‌های جدا و مداوم و تصاویری که نشان دهنده دید، پردازش و نتایج پروژه هر تیم باشد، امتیاز می‌دهد. هیئت ایجاد وب سایت و کارشناسان روابط عمومی وب سایت‌های تیم، برنامه‌های ارتباطاتی، و تورهای گردشگری راهنمای دانشجویان در خانه را برای تأثیر آن ارزیابی خواهند نمود.

### مسابقه ۵: قدرت خرید
مسابقه جدید قدرت خرید برای سازمان انرژی دهگانه خورشیدی ۲۰۱۱، تیم‌ها را به طراحی و ساخت خانه‌های ارزان ادغام شده از روش ساختمان‌سازی مقرون بصرفه و وسائل دارای سیستم‌های انرژی تجدید پذیر، تشویق می‌کند. یک ارزیاب حرفه‌ای هزینه ساخت هر خانه را مشخص می‌سازد. تیم‌ها می‌توانند حداکثر ۱۰۰ امتیاز را برای حصول هزینه ساختمان‌سازی مورد نظر ۲۵۰۰۰۰$ یا کمتر، بدست آورند. نمودار امتیازدهی لغزشی با هزینه ساخت و ساز محاسبه شده خانه‌ها بین ۲۵۰۰۰۱$ تا ۶۰۰۰$ بکار خواهد رفت. برای خانه‌هایی که دارای قیمت محاسبه شده‌ای با ارزش بیش از ۶۰۰۰۰۰$ داشته باشند، امتیاز صفر لحاظ خواهد شد.

### مسابقه ۶: منطقه آسایش
تیم‌های رقابت‌کننده در دهگانه خورشیدی خانه‌های خود را برای برقراری شرایط زیست‌محیطی ثابت و یکپارچه داخلی طراحی می‌کنند. در طول رقابت، امتیاز کامل را برای حفظ دمای اندک و دامنه تغییرات نسبی رطوبت در داخل خانه‌ها کسب می‌نمایند.

### مسابقه ۷: آب گرم
این مسابقه نشان می‌دهد که یک خانهٔ دارای نیروی خورشیدی می‌تواند تمام انرژی مورد نیاز برای گرم کردن آب برای مصارف خانگی را تأمین کند. تیم‌ها در این مسابقه با توجه به تکمیل موفقیت‌آمیز کشش‌های آب گرم روزانه امتیاز می‌گیرند.

### مسابقه ۸: لوازم برقی
مسابقه لوازم برقی برای تقلید کاربرد لوازم برقی و سازگاری در خانه قشر متوسط آمریکایی به منظور مصرف کمتر انرژی طراحی می‌شود. امتیازات برای سرد نگاه داشتن و خنک کردن غذاها، رختشوی خانه شستن و خشک کردن، و کار با ماشین ظرف‌شوئی بدست می‌آیند.

### مسابقه ۹: سرگرمی‌های خانگی
مسابقه سرگرمی‌های خانگی نشان می‌دهد توزیع انرژی در خانه‌هایی که انرژی آن‌ها فقط از نور خورشید تأمین می‌شود، می‌تواند از عملکرد خانه‌های ابتدایی بیشتر باشد، طراحی گردیده است. هم چنین آن‌ها می‌توانند یک مجموعه آرام همراه با نیرویی برای لوازم الکترونیکی، برقی، و وسائل رفاهی مدرن مورد علاقه ما را فراهم نمایند. این مسابقه می‌سنجد که آیا این خانه دارای همه آن چیزی هست که یک خانه می‌تواند داشته باشد یا نه. آیا این خانه می‌تواند لذت زندگی، مانند سهیم شدن غذا با دوستان و خانواده، تماشای تلویزیون، یا جستجو در اینترنت را فراهم آورد؟

### مسابقه ۱۰: تعادل انرژی
این مسابقه نشان می‌دهد که خورشید می‌تواند انرژی لازم برای تمام نیازهای انرژی روزانه یک خانه کوچک را تأمین نماید. برای این مسابقه، هر خانه با یک شبکه کنتور، یک وسیله اندازه‌گیری که انرژی تولید و مصرف یک خانه را در طول رقابت اندازه می‌گیرد، تجهیز می‌شود. هر تیم امتیاز کامل را برای تولید حداقل انرژی مورد نیاز یک خانه کسب می‌کند.

## مسابقه‌دهندگان

### ۲۰۱۳

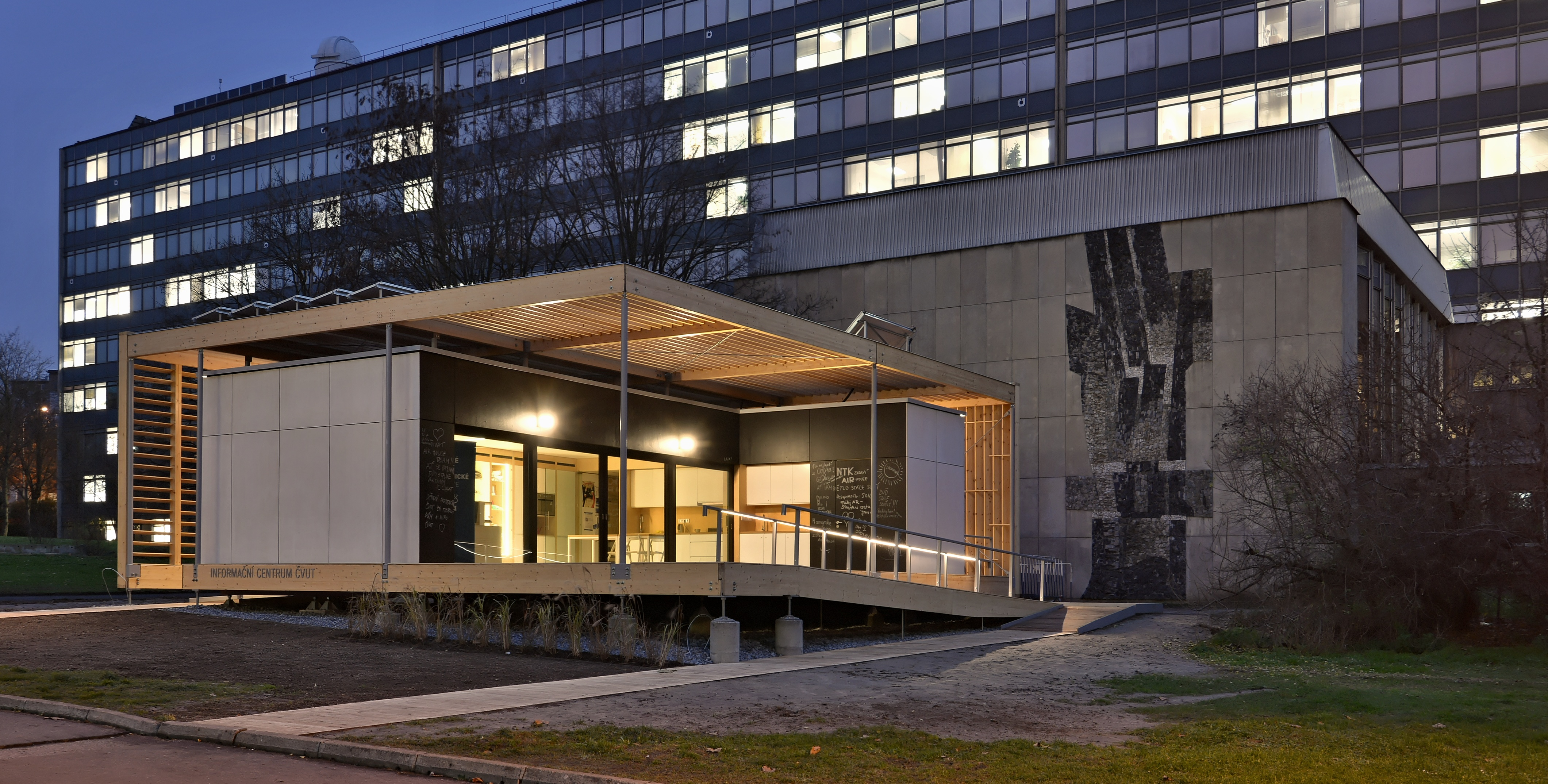
AIR House of Czech Technical University team. in 2014 rebuilt in Prague as the Information Centre of the CTU

Teams selected for the Solar Decathlon 2013 competition, the first one to be held outside Washington,_D.C., were:
- دانشگاه ایالتی آریزونا and The دانشگاه نیومکزیکو (Tempe, Arizona, and Albuquerque, New Mexico)[۱۲]
- دانشگاه صنعتی چک (Prague, Czech Republic)[۱۳]
- Hampton University and دانشگاه اولد دامینیون (Hampton and Norfolk, Virginia)[۱۴]
- کالج میدلبری (Middlebury, Vermont)[۱۵]
- دانشگاه علم و فناوری میزوری (Rolla, Missouri)[۱۶]
- دانشگاه نوریچ (Northfield, Vermont)[۱۷]
- دانشگاه کویینز، دانشگاه کارلتون، and Algonquin College (Kingston and Ottawa, Ontario, Canada)[۱۸]
- Santa Clara University (Santa Clara, California)[۱۹]
- مؤسسه آموزش معماری کالیفرنیای جنوبی and مؤسسه فناوری کالیفرنیا (Los Angeles, California)[۲۰]
- دانشگاه استنفورد (Palo Alto, California)[۲۱]
- مؤسسه فناوری استیونز (Hoboken, New Jersey)[۲۲]
- دانشگاه کاتولیک آمریکا، دانشگاه جرج واشینگتن، and دانشگاه امریکن (Washington, DC)[۲۳]
- دانشگاه کارولینای شمالی در شارلوت (Charlotte, North Carolina)[۲۴]
- دانشگاه تگزاس در ال پاسو and El Paso Community College (El Paso, Texas)[۲۵]
- دانشگاه کلگری (Calgary, Alberta, Canada)[۲۶]
- دانشگاه لوییویل، دانشگاه ایالتی بال and دانشگاه کنتاکی (Louisville, Kentucky; Muncie, Indiana; and Lexington, Kentucky)[۲۷]
- دانشگاه نوادا، لاس وگاس (Las Vegas, Nevada)[۲۸]
- دانشگاه کالیفرنیای جنوبی (Los Angeles, California)[۲۹]
- دانشگاه صنعتی وین (Vienna, Austria)[۳۰] winner 2013
- دانشگاه ویرجینیای غربی (Morgantown, West Virginia)[۳۱]

### ۲۰۱۱
Teams selected for the Solar Decathlon 2011 competition were:
- Appalachian State University (team page)
- Florida International University (team page)
- Middlebury College (team page)
- New Zealand: دانشگاه ویکتوریا در ولینگتون (team page)
- The Ohio State University (team page)
- Parsons The New School for Design, Milano The New School for Management and Urban Policy, and مؤسسه فناوری استیونز (team page)
- دانشگاه پردو (team page)
- مؤسسه آموزش معماری کالیفرنیای جنوبی and مؤسسه فناوری کالیفرنیا (team page)
- Team Belgium: Ghent University (team page بایگانی‌شده  در ۱۵ دسامبر ۲۰۱۸ توسط Wayback Machine)
- Team Canada: University of Calgary (team page)
- Team China: Tongji University (team page)
- Team Florida: دانشگاه ایالتی فلوریدا، the دانشگاه مرکز فلوریدا، the دانشگاه فلوریدا، and the دانشگاه فلوریدای جنوبی (team page)
- Team Massachusetts: کالج هنر و طراحی ماساچوست and the دانشگاه ماساچوست در لوول (team page)
- Team New Jersey: Rutgers - The State University of New Jersey and New Jersey Institute of Technology (team page)
- Team New York: The City College of New York (team page)
- Tidewater Virginia: دانشگاه اولد دامینیون and Hampton University (team page)
- University of Hawaii (team page)*On June 1, 2011, the U.S. Department of Energy received formal notification from the *University of Hawaii of its withdrawal from Solar Decathlon 2011.
- University of Illinois at Urbana-Champaign (team page بایگانی‌شده  در ۲ فوریه ۲۰۱۷ توسط Wayback Machine)
- دانشگاه مریلند در کالج پارک (team page) winner 2011
- The University of Tennessee (team page)

### ۲۰۰۹
The competing teams in Solar Decathlon 2009 were:
- دانشگاه کرنل (team page)
- دانشگاه ایالتی آیووا (team page)
- دانشگاه ایالتی پنسیلوانیا (team page)
- دانشگاه رایس (team page بایگانی‌شده  در ۲۷ مه ۲۰۱۷ توسط Wayback Machine)
- Team Alberta: دانشگاه کلگری، SAIT Polytechnic, Alberta College of Art and Design, and Mount Royal College (team page)
- Team Boston:Boston Architectural College and دانشگاه تافتس (team page)
- Team California: Santa Clara University and دانشگاه هنر کالیفرنیا (team page)
- Team Germany: دانشگاه فنی دارمشتات (team page) winner 2009
- Team Missouri: دانشگاه علم و فناوری میزوری and دانشگاه میزوری (team page)
- Team Ontario/BC: دانشگاه واترلو، دانشگاه رایرسون، and دانشگاه سایمون فریزر (team page)
- Team Spain: دانشگاه پلی‌تکنیک مادرید (team page)
- دانشگاه ایالتی اوهایو (team page)
- دانشگاه آریزونا (team page)
- Universidad de Puerto Rico (team page)
- دانشگاه ایلینوی در اربانا-شمپین (team page بایگانی‌شده  در ۱ ژوئیه ۲۰۱۰ توسط Wayback Machine)
- دانشگاه کنتاکی (team page)
- دانشگاه لوئیزیانا در لافایت (team page)
- دانشگاه مینه‌سوتا (team page)
- دانشگاه ویسکانسین در میلواکی (team page)
- دانشگاه ایالتی و مؤسسه پلی‌تکنیک ویرجینیا (team page بایگانی‌شده  در ۱۶ مه ۲۰۱۵ توسط Wayback Machine)

### ۲۰۰۷

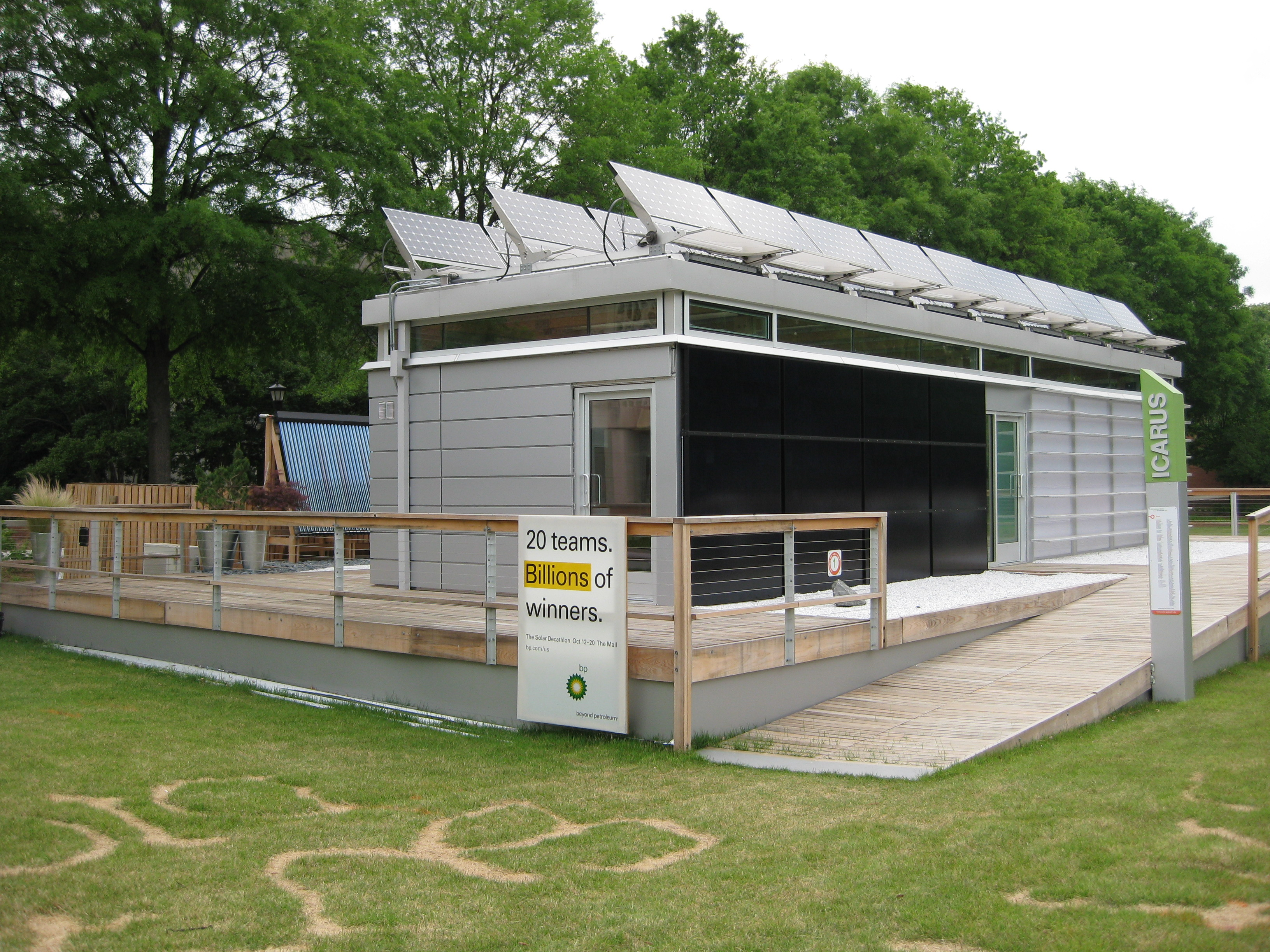
Georgia Tech's entry to Solar Decathlon 2007, located on Tech campus.

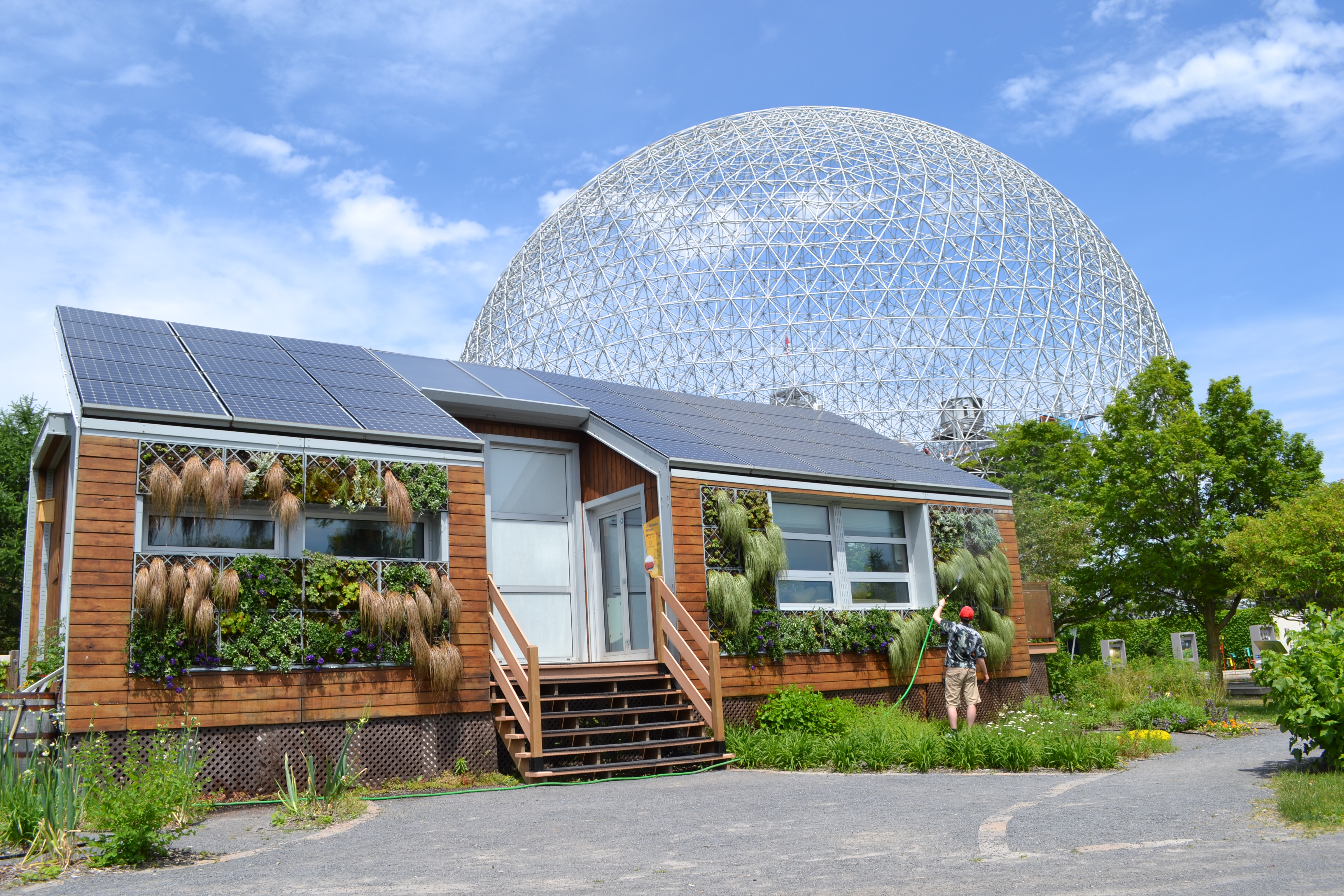
Team Montréal: École de Technologie Supérieure, دانشگاه مونترآل، and دانشگاه مک‌گیل

The 20 competing teams in Solar Decathlon 2007 were:
- دانشگاه کارنگی ملون (team page)
- دانشگاه کرنل (team page)
- مؤسسه فناوری جورجیا (team page)
- Kansas Project Solar House: دانشگاه ایالتی کانزاس and دانشگاه کانزاس (team page)
- Lawrence Technological University (team page)
- مؤسسه فناوری ماساچوست
- مؤسسه فناوری نیویورک (team page)
- دانشگاه ایالتی پنسیلوانیا (team page)
- Santa Clara University
- دانشگاه ایلینوی در اربانا-شمپین (team page بایگانی‌شده  در ۱ ژوئیه ۲۰۱۰ توسط Wayback Machine)
- Team Montréal: École de Technologie Supérieure, دانشگاه مونترآل، and دانشگاه مک‌گیل (team page)
- دانشگاه فنی دارمشتات (team page) winner 2007
- دانشگاه تگزاس ای اند ام (team page)
- دانشگاه پلی‌تکنیک مادرید (team page)
- Universidad de Puerto Rico (team page)
- دانشگاه سینسینتی (team page)
- دانشگاه کلرادو در بولدر (team page)
- دانشگاه مریلند در کالج پارک (team page)
- دانشگاه علم و فناوری میزوری (now دانشگاه علم و فناوری میزوری) (team page)
- دانشگاه تگزاس در آستین (team page)

### ۲۰۰۵
The 18 competing universities in Solar Decathlon 2005 were:
- دانشگاه ایالتی پلی‌تکنیک کالیفرنیا
- Canadian Solar Decathlon: دانشگاه کنکوردیا and Université de Montréal
- Cornell University (team page)
- Crowder College
- دانشگاه بین‌المللی فلوریدا
- New York Institute of Technology (team page)
- Pittsburgh Synergy: Carnegie Mellon University, دانشگاه پیتسبورگ، and the Art Institute of Pittsburgh (team page)
- مدرسه طراحی رود آیلند
- Universidad de Puerto Rico
- دانشگاه پلی‌تکنیک مادرید (team page)
- University of Colorado, دانشگاه کلرادو در دنور and دانشگاه کلرادو در بولدر winner 2005
- دانشگاه مریلند در کالج پارک (team page)
- University of Massachusetts Dartmouth
- دانشگاه میشیگان
- دانشگاه علم و فناوری میزوری (now دانشگاه علم و فناوری میزوری) and Rolla Technical Institute (team page)
- University of Texas at Austin (UT SolarD team page)
- دانشگاه ایالتی و مؤسسه پلی‌تکنیک ویرجینیا (team page)
- دانشگاه ایالتی واشینگتن

### ۲۰۰۲
The 14 competing teams in Solar Decathlon 2002 were:
- دانشگاه آبرن
- دانشگاه کارنگی ملون
- Crowder College
- دانشگاه تگزاس ای اند ام
- Tuskegee University
- دانشگاه کلرادو در بولدر winner 2002
- دانشگاه دلاویر
- دانشگاه مریلند در کالج پارک
- دانشگاه علم و فناوری میزوری (now دانشگاه علم و فناوری میزوری) and Rolla Technical Institute (team page)
- دانشگاه کارولینای شمالی در شارلوت
- Universidad de Puerto Rico
- دانشگاه تگزاس در آستین
- دانشگاه ویرجینیا (team page)
- دانشگاه ایالتی و مؤسسه پلی‌تکنیک ویرجینیا